# Buenavista, Larráinzar
Buenavista är en ort i Mexiko.   Den ligger i kommunen Larráinzar och delstaten Chiapas, i den sydöstra delen av landet, 700 km öster om huvudstaden Mexico City. Buenavista ligger 1 915 meter över havet och antalet invånare är 513.
Terrängen runt Buenavista är varierad. Runt Buenavista är det ganska tätbefolkat, med 166 invånare per kvadratkilometer. Närmaste större samhälle är Bochil, 8,6 km nordväst om Buenavista. I omgivningarna runt Buenavista växer i huvudsak städsegrön lövskog.